# Incêndio no cofre da Fox em 1937
Um grande incêndio ocorreu em um depósito de filmes da 20th Century-Fox em Little Ferry, Nova Jersey, em 9 de julho de 1937. O inflamável filme de nitrato já havia contribuído para vários incêndios em laboratórios, estúdios e cofres da indústria cinematográfica, embora as causas precisas fossem muitas vezes desconhecidas. Em Little Ferry, os gases produzidos pela decomposição da película, combinados com altas temperaturas e ventilação inadequada, resultaram em combustão espontânea.
Uma morte e dois feridos resultaram do incêndio, que também destruiu todos os filmes arquivados nos cofres, resultando na perda da maioria dos filmes mudos produzidos pela Fox Film Corporation antes de 1932. Também foram destruídos negativos de vários outros estúdios. O incêndio chamou a atenção para o potencial de ignição espontânea do filme de nitrato em decomposição e mudou o foco dos esforços de preservação do filme para incluir um foco maior na segurança contra incêndio.

## Contexto

### Filme de nitrato
A indústria cinematográfica inicial usava principalmente filmes feitos de nitrocelulose, comumente chamados de filmes de nitrato. Este filme é inflamável e produz seu próprio suprimento de oxigênio à medida que queima. Os incêndios de nitrato queimam rapidamente e não podem ser extintos, pois são capazes de queimar mesmo debaixo d'água. A nitrocelulose também está sujeita à decomposição térmica e hidrólise, degradando-se com o tempo na presença de altas temperaturas e umidade. Este filme em decomposição libera óxidos de nitrogênio que contribuem para a decomposição e permitem que o filme danificado queime mais facilmente. O filme de nitrato pode entrar em combustão espontânea, mas existe uma incerteza considerável sobre as circunstâncias necessárias para a autoignição, em parte devido à grande variação na produção do estoque inicial.
Em 4 de maio de 1897, um dos primeiros grandes incêndios envolvendo filme de nitrato começou quando um projetor Lumière pegou fogo no Bazar de la Charité, em Paris, e o incêndio resultante causou 126 mortes. Nos Estados Unidos, uma série de incêndios ocorreu em instalações industriais. O cofre da Lubin Manufacturing Company na Filadélfia explodiu em 13 de junho de 1914, seguido em 9 de dezembro por um incêndio que destruiu o complexo de laboratórios de Thomas Edison em West Orange, Nova Jersey. O estúdio de Nova York da Famous Players Film Company queimou em setembro de 1915. Em julho de 1920, as instalações de transporte de seu sucessor corporativo, Famous Players – Lasky, foram destruídas por um incêndio em Kansas City, Missouri, apesar da construção destinada a minimizar o risco de incêndio. O cofre do United Film Ad Service, também em Kansas City, queimou em 4 de agosto de 1928, e um incêndio foi relatado na Pathé Exchange nove dias depois. Em outubro de 1929, as instalações da Consolidated Film Industries foram gravemente danificadas por um incêndio de nitrato.

### Little Ferry
No início do século 20, a vizinha Fort Lee, em Hudson Palisades, era o lar de muitos estúdios de cinema da primeira indústria cinematográfica da América. Quando o empreiteiro de Little Ferry, Nova Jersey, William Fehrs, foi contratado para construir uma instalação de armazenamento de filmes em 1934, ele projetou a estrutura para ser à prova de fogo. O edifício tinha paredes externas de tijolo 30 cm e telhado de concreto armado. Internamente, foi dividido em 48 abóbadas individuais, cada uma fechada atrás de uma porta de aço e separada por paredes interiores de tijolo de 20 cm. O corpo de bombeiros local confirmou a proteção contra fogo de Fehrs. No entanto, o prédio não tinha sistema de extinção de incêndios nem ventilação mecânica, e nenhum segurança foi contratado para vigiar as instalações. Apesar do potencial perigo de incêndio dos filmes armazenados, o prédio estava localizado em um bairro residencial. 
A empresa de processamento de filmes DeLuxe Laboratories era proprietária do prédio e alugou-o à 20th Century-Fox para armazenar os filmes mudos adquiridos da Fox Film Corporation após sua fusão com a Twentieth Century Pictures.

## Incêndio
O norte de Nova Jersey experimentou uma onda de calor em julho de 1937, com temperaturas diurnas de 38 ºC e noites quentes. O calor sustentado contribuiu para a decomposição do nitrato nas câmaras de filme e a ventilação do edifício era inadequada para evitar um perigoso acúmulo de gases. Em algum momento, pouco depois das 2 da manhã do dia 9 de julho, ocorreu uma ignição espontânea no cofre no canto noroeste do edifício. O motorista de caminhão Robert Davison observou chamas vindo de uma das aberturas de ventilação da estrutura e, em cinco minutos, relatou o incêndio ao Corpo de Bombeiros.
À medida que o conteúdo dos cofres adicionais se incendiava, rajadas de chamas irromperam 30 m horizontalmente no chão a partir das janelas e a uma distância semelhante no ar a partir das aberturas de ventilação do telhado do edifício. Quando o incêndio se espalhou pelas abóbadas a sul e a leste do edifício, as abóbadas explodiram, danificando a alvenaria e destruindo os caixilhos das janelas. Anna Greeves e seus filhos John e Charles foram pegos por uma forte chama enquanto tentavam fugir da área. Todos os três ficaram gravemente queimados e Charles, de 13 anos, morreu em decorrência dos ferimentos em 19 de julho. Outras famílias conseguiram escapar ilesas, mas o fogo se espalhou por cinco residências vizinhas e destruiu dois veículos.
Os bombeiros de Little Ferry chegaram pela primeira vez às 2h26 da manhã, seguido por empresas de Hawthorne, Ridgefield Park, River Edge e South Hackensack. Um total de 150 homens empregando 14 mangueiras extinguiram o incêndio às 5h30. Todos os filmes nas instalações foram destruídos, com mais de 40.000 rolos de negativos e impressões reduzidos a cinzas dentro de suas latas de filme. O prédio também foi bastante danificado. A explosão das abóbadas destruiu segmentos das paredes exteriores e divisórias interiores e deformou o telhado de concreto da estrutura. O dano total à propriedade foi estimado em US$ 150.000–200.000. 

## Legado

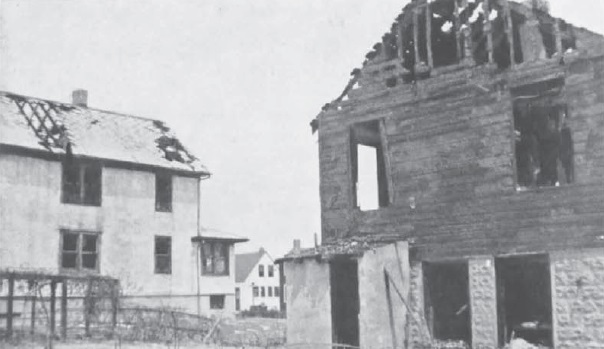
Danos na 361 Main Street, a residência mais próxima dos cofres

Embora os funcionários da 20th Century-Fox na época tenham observado que "apenas filmes antigos" foram destruídos, o incêndio é agora entendido como uma perda significativa da herança cinematográfica americana. O historiador do cinema Anthony Slide chamou a destruição do cofre da Fox de "o mais trágico" incêndio de nitrato americano. Os exemplares da mais alta qualidade de todos os filmes da Fox produzidos antes de 1932 foram destruídos; todas as cópias conhecidas de muitos filmes foram armazenadas nas instalações. Os filmes perdidos no incêndio incluem aqueles com estrelas como Theda Bara, Shirley Mason, William Farnum e Gladys Brockwell. A maioria dos 85 filmes de Tom Mix para a Fox foram arquivados exclusivamente em Little Ferry. O diretor J. Gordon Edwards dirigiu todos os épicos de maior bilheteria para a Fox, e todos os masters de seus filmes foram perdidos (embora alguns que foram alojados em outros lugares tenham sobrevivido como impressões de baixa qualidade). O conjunto completo da obra cinematográfica de alguns atores como Valeska Suratt foi destruído. De acordo com Dave Kehr, curador de cinema do Museu de Arte Moderna, “há carreiras inteiras que não existem por causa [do incêndio]”. Como algumas cópias foram localizadas em outros lugares, alguns dos filmes mudos da Fox sobreviveram como impressões ou fragmentos de qualidade inferior, mas mais de 75% dos longas-metragens da Fox anteriores a 1930 estão completamente perdidos.
Os cofres de Little Ferry também guardavam obras de outros estúdios de cinema que haviam contratado a Fox para distribuição. A Educational Pictures perdeu mais de 2.000 negativos mudos e impressões, embora os filmes sonoros da empresa não tenham sido armazenados nos cofres. Também foram destruídos o negativo original de Way Down East, de DW Griffith (que a Fox comprou para refazer) e filmes produzidos por Sol Lesser sob seus selos Atherton Productions, Peck's Bad Boy Corporation e Principal Pictures. O material de arquivo destinado à filmoteca do Museu de Arte Moderna também foi perdido.

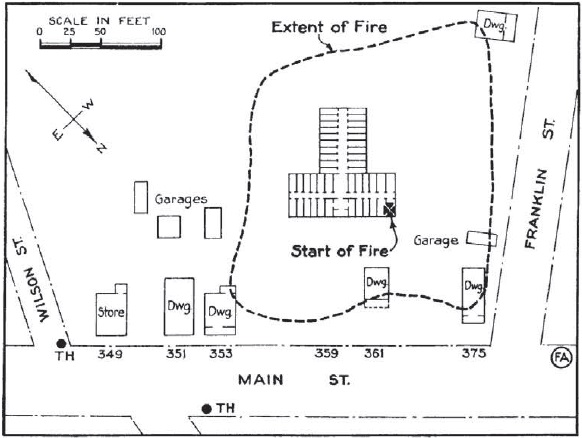
Mapa da área envolvida no incêndio, incluindo moradias vizinhas (marcadas como "Dwg")

A destruição das instalações de Little Ferry despertou o interesse na segurança contra incêndio como um aspecto da preservação de filmes. Os investigadores determinaram que a combustão espontânea de filmes em decomposição foi responsável pelo incêndio. Eles sugeriram que o filme de nitrocelulose mais antigo no arquivo era de qualidade inferior ao do filme atual e, portanto, mais instável. Foi sugerido um reforço dos cofres de filmes para evitar que incêndios em um único cofre destruíssem instalações arquivísticas inteiras. Também foram propostos armários para armazenamento de filmes com sistemas de ventilação e resfriamento, assim como novas pesquisas para melhorar a qualidade do filme de acetato de celulose para incentivar seu uso como um substituto mais seguro para o filme de nitrato. Na década de 1950, o uso de filme de nitrato nos Estados Unidos foi essencialmente eliminado.